# 无锡北站
无锡北站原名石塘湾站，位于江苏省无锡市惠山区洛社镇（原石塘湾镇），是一个京沪铁路上的铁路车站，同时与新长铁路通过联络线连接。车站由上海铁路局无锡直属站管理，目前为三等站，不办理客运业务；货运仅办理专用线、专用铁道办理整车货物发到。

## 概要

### 历史
沪宁铁路起初并无在石塘湾设站，经过当地乡绅孙鹤卿的努力下最终获准在其家乡设站。新增的车站于1908年建成，名为石塘湾站:53。石塘湾站在1920年代的营业收入，一度为当时沪宁线小站之冠。
1973年车站上行至五牧区间实现复线化，1975年下行区间实现复线化。2003年车站进行改造，对站内设施进行升级以对无锡站的繁忙的货运到发任务进行分流，同时更名为无锡北站。同年新长铁路接入本站。
2016年起，车站下行至无锡站区间的路轨实施改线工程，将线路高架化以减少铁路对城市交通和航运的影响。该段改线工程与2019年9月19日完工投用。

### 营运状况
无锡北站目前仅办理专用线货运业务，故不设货场。车站主要到发货品类别为钢材和煤炭类。站内设有专用线通往国联物流、东浩燃料、海通物流和中国石化无锡石油分公司的专用线。